# Ramboldia
Ramboldia Kantvilas & Elix – rodzaj grzybów z rzędu misecznicowców (Lecanorales). Ze względu na współżycie z glonami niektóre gatunki zaliczane są do grupy porostów.

## Systematyka i nazewnictwo
Pozycja w klasyfikacji według Index Fungorum: Ramboldiaceae, Lecanorales, Lecanoromycetidae, Lecanoromycetes, Pezizomycotina, Ascomycota, Fungi.
Jest to niedawno utworzony nowy rodzaj, jak dotąd nie posiada nazwy polskiej.

## Niektóre gatunki
- Ramboldia arandensis (Elix) Kalb, Lumbsch & Elix 2008
- Ramboldia aurea (Kalb & Elix) Kalb, Lumbsch & Elix 2008
- Ramboldia brunneocarpa Kantvilas & Elix 1994
- Ramboldia bullata (Kalb & Elix) Kalb, Lumbsch & Elix 2008
- Ramboldia crassithallina Kalb 2001
- Ramboldia elabens (Fr.) Kantvilas & Elix 2007 – tzw. maranka nikła, krążniczka nikła
- Ramboldia farinosa Kalb 2004
- Ramboldia insidiosa (Th. Fr.) Hafellner 1995
- Ramboldia laeta (Stirt.) Kalb, Lumbsch & Elix 2008
- Ramboldia petraeoides (Nyl. ex C. Bab. & Mitt.) Kantvilas & Elix 1994
- Ramboldia plicatula (Müll. Arg.) Kantvilas & Elix 1994
- Ramboldia russula (Ach.) Kalb, Lumbsch & Elix 2008
- Ramboldia sanguinolenta (Kremp.) Kalb, Lumbsch & Elix 2008
- Ramboldia sorediata Kalb 2001
- Ramboldia stuartii (Hampe) Kantvilas & Elix 1994
- Ramboldia subnexa (Stirt.) Kantvilas & Elix 1994

Nazwy naukowe na podstawie Index Fungorum. Uwzględniono tylko taksony zweryfikowane. Nazwy polskie według W. Fałtynowicza.